# Максимова, Екатерина Александровна
Екатери́на Алекса́ндровна Макси́мова (род. 1 августа 1976, Ленинград) — российский театральный режиссёр и педагог, художественный руководитель театра «ТОК. Команда Максимовой».

## Биография
Родилась в семье инженеров. В 1995 году с отличием окончила Санкт-Петербургскую специальную среднюю школу милиции МВД России, в 1998 году с отличием — Петербургскую академию МВД, после чего служила в следственном отделе, паспортно-визовой службе. С 2001 года училась в Петербургской театральной академии (курс В. М. Фильштинского); в 2007 году окончила Театральный институт имени Бориса Щукина (режиссёрский факультет, курс А. М. Вилькина).
С 2006 г. ставит спектакли в театрах России. Преподаёт актёрское мастерство:
- 2006—2007 — курс при Самарском театре драмы;
- с 2008 — в Санкт-Петербургском государственном университете;
- c 2009 — в Санкт-Петербургской школе кино и телевидения при Арт-студии В. Кравченко (одновременно).

С 2014 г. — основатель и художественный руководитель театра «ТОК. Команда Максимовой», одновременно — исполнительный директор Лаборатории ON.Театр.

### Семья
Дочь — Анастасия Алексеевна Фокина.

## Творчество
Участвовала в работе режиссёрских лабораторий при театре им. Ленсовета и Театральном Центре «Миг» (2009), «Ярмарки режиссёров» в рамках фестиваля «Встречи в России» (2012, театр Балтийский Дом).

### Режиссёрские работы
| год  | спектакль                                      | автор                                                                       | театр                                                                                      | награды спектакля |
| ---- | ---------------------------------------------- | --------------------------------------------------------------------------- | ------------------------------------------------------------------------------------------ | --- |
| 2005 | «Ночевала тучка золотая»                       | по повести А. Приставкина                                                   | СПбГАТИ                                                                                    | премии «За лучшую мужскую роль», «Приз зрительских симпатий» — Международный межвузовский конкурс молодых режиссёров (2005, Москва)                                                              |
| 2006 | «Ромео и Джульетта»                            | У. Шекспир                                                                  | Академический театр драмы (Самара; ассистент режиссёра)                                    | |
| 2007 | «О вреде табака»                               | А. П. Чехов                                                                 | «Актёрский дом» (Самара; дипломный спектакль)                                              | |
| 2009 | «Где-то и около»                               | А. Яблонская                                                                | Лаборатория ON.Театр (Петербург); БДТ им. Товстоногова (Петербург)                         | |
| 2009 | «Женитьба Бальзаминова»                        | А. Н. Островский                                                            | СПбГУ                                                                                      | |
| 2010 | «Блондинка»                                    | А. М. Володин                                                               | Лаборатория ON.Театр (Петербург)                                                           | «Лучший спектакль», «Лучшая женская роль», «Лучший художник», «Лучший актёрский дуэт» (2010; конкурс, посвящённый юбилею Г. А. Товстоногова); лауреат X Володинского фестиваля (2011, Петербург) |
| 2010 | «Драма»                                        | А. П. Чехов                                                                 | ON.Театр (Петербург)                                                                       | |
| 2010 | «Волшебное кольцо»                             | по одноимённой сказке Б. Шергина                                            | Академический драматический театр (Псков)                                                  | |
| 2011 | «Не желаете ли приобрести немного сердитости?» | по сказкам Т. Теллегена                                                     | Театр «Абажур» (Петербург)                                                                 | лауреат фестиваля «Сказочный мир» (2011, Москва); специальная премия жюри фестиваля «Театры Санкт-Петербурга — детям» (2012) — за неординарное раскрытие темы                                    |
| 2011 | «Лодочник»                                     | А. Яблонская                                                                | Театр Franco Parenti (Милан; в рамках проекта «Питер-Милан» Лаборатории ON.Театра (итал.)) | |
| 2012 | «Лодочник»                                     | А. Яблонская                                                                | Академический театра им. Ленсовета (Петербург)                                             | номинант премии «Золотой софит» (сезон 2011/12); лауреат премии «Бронзовый лев» (сезон 2011/12) — за лучшую женскую роль второго плана (Дочь)                                                    |
| 2012 | «Время женщин»                                 | по роману Е. Чижовой                                                        | БДТ им. Товстоногова (Петербург; второй режиссёр)                                          | |
| 2012 | «Денискины рассказы»                           | В. Драгунский                                                               | ТЮЗ им. Брянцева (Петербург)                                                               | лауреат премии «Бронзовый лев» (сезон 2012/13) — лучший спектакль для детей |
| 2012 | «Глаза кенгуру»                                | Т. Рахманова                                                                | Лаборатория ON.Театр (Петербург)                                                           | лауреат фестиваля «Русские ночи» (2014, Хельсинки) |
| 2013 | «Пролетая над гнездом… по-итальянски»          | по пьесе К. Гольдони «Кьоджинские перепалки»                                | (Петербург)                                                                                | |
| 2013 | «Семья антиквария или Свекровь и невестка»     | К. Гольдони                                                                 | Тильзит-Театр (Советск)                                                                    | |
| 2013 | «Сизиф и камень»                               | Н.Скороход                                                                  | (Петербург)                                                                                | лауреат фестиваля Аrt Окраина (2014, Петербург) — в номинации «Театральный эксперимент» |
| 2013 | «Том Сойер»                                    | М. Твен                                                                     | ТЮЗ им. Брянцева (Петербург)                                                               | |
| 2013 | «Вера Павлова. Изнутри босиком. Стихи.»        | В. Павлова                                                                  | (Петербург)                                                                                | |
| 2013 | «Лететь…»                                      | по сказкам С. Козлова «О Ёжике и Медвежонке»                                | ТЮЗ (Томск)                                                                                | Гран-при детского жюри, «Лучшее сценическое оформление», «Лучшее актёрское трио» — фестиваль детских спектаклей «Сибирский кот» (2014)                                                           |
| 2015 | «Я по тебе скучаю»                             | по сказкам Т. Теллегена                                                     | Театр «ТОК. Команда Максимовой» (Петербург)                                                | |
| 2015 | «Суходол»                                      | по повестям И. Бунина «Суходол» и «Деревня» и пьесе А. Яблонской «Язычники» | Театр «ТОК. Команда Максимовой» совместно с Лабораторией ON.Театр (Петербург)              | |

### Роли в кинематографе
| Год  |   | Название                           | Роль                |
| ---- | - | ---------------------------------- | ------------------- |
| 2006 | ф | Последний день актрисы Марыськиной | Елизавета Любарская |
| 2008 | ф | Русалка                            | Дама с мундштуком   |

## Награды и признание
- 1-я премия и премия СМИ Международного межвузовского конкурса молодых режиссёров (2005, Москва) — за работу по повести А. Приставкина «Ночевала тучка золотая»